# Goyo Jiménez
Goyo Jiménez, pseudonimo di Gregorio Jiménez Tornero (Melilla, 31 gennaio 1970), è un comico, attore, personaggio televisivo e regista spagnolo, noto per aver collaborato in diversi programmi televisivi, ma, soprattutto, come comico di Stand up comedy.

## Biografia
Goyo Jiménez, sebbene nato a Melilla, è cresciuto ad Albacete ed è comunemente considerato nativo di questa città di La Mancia, venendo per questo riconosciuto come esponente di quello che viene chiamato umorismo de La Mancia. È un artista impegnato in diverse discipline. Dal 1988 al 1994 ha studiato contemporaneamente giurisprudenza all'Università di Castiglia-La Mancia e arte drammatica alla RESAD (Royal Higher School of Dramatic Art) di Madrid, oltre ad aver frequentato diversi corsi monografici, quali regia teatrale e scrittura drammatica.
Ma la sua carriera artistica era iniziata molto tempo prima, dato che all'età di sedici anni aveva già vinto numerosi premi per letteratura, fotografia. Tuttavia il teatro è l'ambito che più lo attrae; per questo motivo, all'età di diciassette anni, ha creato la sua compagnia teatrale amatoriale, con la quale ha presentato in anteprima tre opere di sua scrittura e regia. Dal 1988 ha iniziato a lavorare come attore teatrale professionista e, da allora, la sua vasta e fruttuosa carriera sul palco ha continuato a crescere: compagnie come La Fura dels Baus, Cómicos, Teatro de Malta, Teatro Capitano, Teatro Fénix, Cal Teatro, La Función Delta e altre gli hanno permesso di incarnare tutti i tipi di personaggi, da quelli drammatici a quelli comici, in diverse proposte teatrali: teatro greco-romano (Sofocle, Euripide, Aristofane), teatro classico (Cervantes, Lope de Vega, Tirso de Molina, Calderón, Shakespeare, Molière, Zorrilla, ecc.) o contemporaneo (Woody Allen, Francisco Nieva, Ignacio Amestoy, Rosa Montero e altri). Con alcune di queste produzioni partecipa anche a numerosi festival e programmi internazionali (Almagro, Sardegna, Venezia, Firenze, Verona, Pisa, Romania, Slovenia, Bosnia, Croazia, ecc.).
Fu scelto per far parte del programma televisivo El club de la comedia e divenne una presenza fondamentale per alcune delle sue produzioni teatrali più famose: 5hombres.com (per tre anni ha recitato in questo spettacolo di successo nel quale fu l'unico attore che rappresentava i cinque personaggi), 5hombresymujeres.com, Noche de cómicos e Los Irrepetibles de Amstel (uno spettacolo di improvvisazione teatrale).
Alcuni dei suoi monologhi comici più apprezzati sono: Canis, Los americanos o Ligar en EE. UU. Lui stesso si definisce uno «specialista in affari americani».
Parallelamente, sia come autore che come regista teatrale, ha scritto e diretto dodici opere, di cui sono state svolte oltre novecento rappresentazioni. A queste vanno aggiunti i suoi due spettacoli di Stand up comedy, intitolati Pasado imperfecto, ¡Aiguantulivinamérica! e By the way per cui è in tournée.
Dall'inizio della trasmissione su TVE fino al 2010 è stato condirettore e sceneggiatore del programma televisivo comico La hora de José Mota, diventando una figura fondamentale per la trasmissione. In quello spazio televisivo ha anche avuto l’opportunità di recitare in numerosi ruoli secondari in varie scenette, diventando maggiormente famoso per aver incarnato il cattivo Capitán Fanegas / Nemesio Tornero, un contadino malvagio dai "superpoteri atavici", i poteri profondi di La Mancha.
Ha presentato il programma su Quattro No le digas a mamá que trabajo en la tele per un totale di quattro mesi. La trasmissione ha ricevuto alcune critiche, principalmente per il suo contenuto e per i vari cambi di programma, fino a quando non è stato cancellato a causa della mancanza di pubblico .
Nel 2014 e 2015 ha collaborato nel programma Zapeando di La Sexta. Da settembre 2016 ha presentato la trasmissione di divulgazione scientifica Órbita Laika su La 2, in sostituzione di Ángel Martín . Nel novembre del 2017 è apparso nel programma Samanta y..., presentato da Samanta Villar.
Da novembre 2018 a febbraio 2019 ha presentato il concorso Código final su La 2.

## Monologhi
- Los Americanos
- Los Policías
- Las Hostias
- Callejeros
- Los dibujos animados
- La biblia estilo bricomania
- ¿Estáis a gusto siendo españoles?
- Me da vergüenza del más allá español
- Nunca ligareis por culpa de la bolsa de asas
- Ser joven es cuestión de actitud
- A los tíos no nos gusta bailar
- Aun nos queda mucho que aprender de América
- Hola, soy tu hígado
- Dentistas
- La Tele
- ¡Más difícil todavía!

## Televisione
- El club de la comedia (1999, Canal Plus, Telecinco, TVE, Antena 3 y 2011, La Sexta)
- Nuevos cómicos (2000, Paramount Comedy)
- Esto no es serio (2001, Antena 3)
- La hora chanante (2002, Paramount Comedy)
- UHF (2004, Antena 3)
- 59 segundos (2004, TVE)
- Splunge (2005, TVE)
- Zulú bingo (2005, Localia TV)
- El club de Flo (2006-2007, La Sexta)
- Tres en raya (2006, La Sexta)
- Los irrepetibles (2006-2007, La Sexta)
- 9 de cada 10 (2008, TVE)
- Espejo público (2008, Antena 3)
- La hora de José Mota (2009-2010, TVE)
- Pánico en el plató (2010, Antena 3)
- El club de la comedia (2011, La Sexta)
- Con hache de Eva (2011, La Sexta)
- No le digas a mamá que trabajo en la tele (2011, Cuatro)
- Psicodriving (2012-2013, Nitro/La Sexta)
- Se hace saber (2013-2014, La 1)
- Zapeando (2014-2015, La Sexta)
- Órbita Laika. La nueva generación (2016-¿?, La 2)
- Samanta y... (2017, Cuatro)
- Código final (2018-2019, La 2)

## Cinema
- Clara no es nombre de mujer (2010)
- Torrente 4: Lethal Crisis (Crisis Letal) (2011)
- El pregón (2016)

## Radio
- Cadena 100
- Onda Cero
- Radio Marca

## Giornali
- Marca
- Rakeros